# بارب سبنسر
بارب سبنسر هي لاعبة كرلنغ كندية، ولدت في 14 فبراير 1966 في وينيبيغ في كندا.